# Fomkino (przystanek kolejowy)
Fomkino (ros. Фомкино) – przystanek kolejowy w miejscowości Fomkino, w rejonie wiaziemskim, w obwodzie smoleńskim, w Rosji. Położony jest na linii Lichosławl – Rżew – Wiaźma.